# Fannia aethiops
Fannia aethiops är en tvåvingeart som beskrevs av Malloch 1913. Fannia aethiops ingår i släktet Fannia och familjen takdansflugor. Arten är reproducerande i Sverige. Inga underarter finns listade i Catalogue of Life.